# Max Seckler

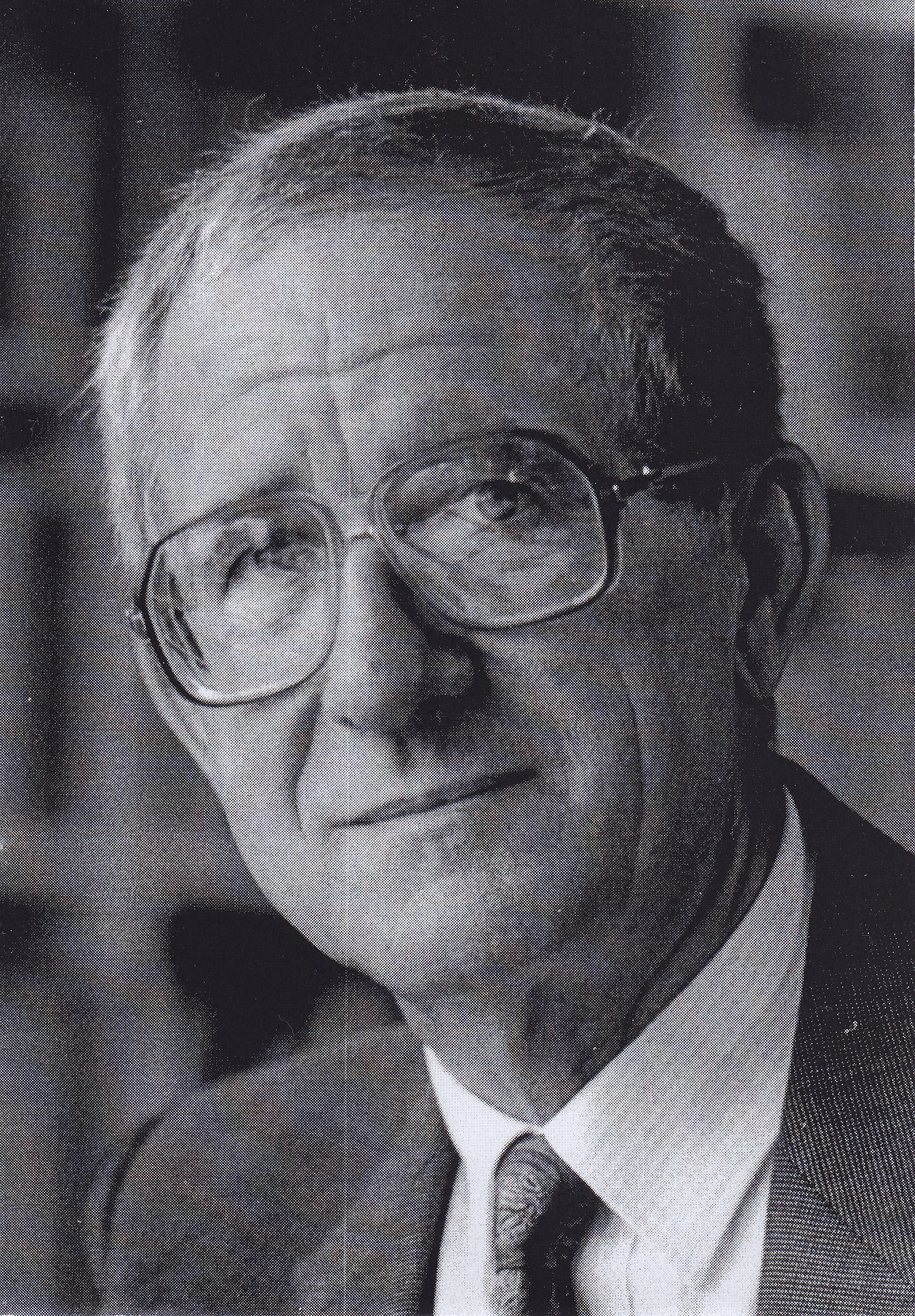
Max Seckler

Max Seckler (* 23. September 1927 in Westerhofen, damals Oberamt Ellwangen an der Jagst, heute Ostalbkreis, Baden-Württemberg) ist deutscher Theologe und emeritierter ordentlicher öffentlicher Professor für Fundamentaltheologie an der Universität Tübingen. Zu seinen bekanntesten Werken zählt das Handbuch der Fundamentaltheologie. Außer mit klassischen fundamentaltheologischen Feldern wie Offenbarung, Reich Gottes oder dem Verhältnis von Glaube und Glaubenswissenschaft befasste er sich mit der Tradition der Tübinger Schule, insbesondere mit deren Gründerperson Johann Sebastian von Drey. Dessen Werke machte Seckler in einer mehrbändigen Edition neu zugänglich.

## Leben
Nach Abschluss der durch Militärdienst und Kriegsgefangenschaft (1943 bis 1945) unterbrochenen Schulzeit in Stuttgart, Ellwangen, Aalen, Friedrichshafen und Ehingen an der Donau (1947) nahm Seckler zum Wintersemester 1947/48 das Studium der Philosophie und der katholischen Theologie an der Universität Tübingen auf. Im Sommer 1951 legte er das Examen ab, trat in das Priesterseminar in Rottenburg am Neckar ein und wurde am 20. Juli 1952 in der Stiftskirche in Ellwangen zum Priester geweiht. Von Sommer 1952 bis Herbst 1955 war er als Vikar in Ludwigsburg, Stuttgart und Esslingen am Neckar tätig. Danach setzte er seine Studien in Paris am Institut Catholique und an der Sorbonne (bis Sommer 1956) sowie in Rom an der Gregoriana und am Angelicum als Stipendiat der Anima fort. Während seiner Zeit als Pfarrverweser in Tübingen-Bühl von 1957 bis 1960 absolvierte er zudem das Studium der Latinistik und Romanistik, von 1958 bis 1960 in Tübingen, danach für weitere zwei Jahre in München. Am 22. Juli 1959 wurde Seckler von der Universität Tübingen aufgrund seiner Dissertation Instinkt und Glaubenswille nach Thomas von Aquin (Mainz 1961) zum Dr. theol. promoviert. Von 1960 bis 1962 war er Wissenschaftlicher Assistent am Lehrstuhl für Fundamentaltheologie in München (Heinrich Fries). Im Oktober 1962 übernahm er für zwei Jahre die kommissarische Lehrstuhlvertretung für das Fach Fundamentaltheologie an der Philosophisch-Theologischen Hochschule in Passau. Nach der Habilitation für Fundamentaltheologie im Januar 1964 und Privatdozentur an der Universität München ergingen im selben Jahr Rufe an die Philosophisch-Theologische Hochschule Passau und zeitgleich an die Universität Tübingen. Letzteren nahm Seckler an und war von 1964 bis zu seiner Emeritierung im Jahr 1993 Ordinarius (Lehrstuhl Fundamentaltheologie) an der Universität Tübingen. Zwischen 1970 und 1980 nahm er Gastdozenturen in Jerusalem wahr; 1972 erhielt er einen Ruf auf eine Gastprofessur in Harvard. Zu einer von der Katholisch-Theologischen Fakultät der Universität München 1979 gewünschten Bewerbung um die Nachfolge Fries konnte Seckler sich nicht entschließen. Im September 1993 erfolgte die Emeritierung in Tübingen.

## Werk
Seckler profilierte sich zunächst durch seine Arbeiten zu Thomas von Aquin auch international für Forschungsgebiete der mittelalterlichen Philosophie und Theologie. Von daher wurde das historische und systematische Verhältnis von Vernunft und Glaube, Philosophie und Theologie zu einem seiner großen Themen. Weitere innovativ angegangene Arbeits- und Forschungsschwerpunkte waren unter anderem der Begriff der Offenbarung im Kontext der neuzeitlichen Offenbarungs- und Religionskritik, der interreligiöse Dialog, die Interdependenzen zwischen kirchlichem Lehramt und theologischer Wissenschaft, die Wissenschaftstheorie und Enzyklopädie der Theologie, die Prinzipien- und Erkenntnislehre der Theologie, die Loci theologici Melchior Canos, die Reich-Gottes-Thematik in der Neuzeit, das Toleranzproblem im Katholizismus, die Theorie des Christentums sowie zahlreiche andere fundamentaltheologische Grundfragen z. B. auf den Gebieten der Soteriologie und der Ekklesiologie. In dem von ihm maßgeblich konzipierten und dirigierten vierbändigen Handbuch der Fundamentaltheologie gelten seine Beiträge zur Konstruktion der Theologie als Glaubenswissenschaft und zur fachlichen Identität der Fundamentaltheologie als wegweisend. An der dritten Auflage des Lexikons für Theologie und Kirche beteiligte Seckler sich als Fachberater und Autor zentraler Artikel. Sein Schriftenverzeichnis gibt Auskunft über seine weitere, vielseitige publizistische Tätigkeit. Nach der Moderation des Jubiläumsheftes der Tübinger Theologischen Quartalschrift zu ihrem 150-jährigen Bestehen (1970) und mit seiner Fallstudie Theologie vor Gericht (zu Wilhelm Koch) verstärkte sich sein Interesse an der Erforschung der Geschichte der Katholischen Tübinger Schule, die er schließlich zum Schwerpunkt seines Schaffens erhob. Seit 1997 sind unter seiner Herausgeberschaft die ersten vier Bände seiner kritischen Edition der nachgelassenen Schriften und Druckwerke Johann Sebastian Dreys (1777–1853) herausgekommen. Die in diese Bände aufgenommenen Einleitungs- und Begleittexte Secklers haben nach Umfang und Gewicht monographischen Charakter. Mit dieser Edition erscheint die epochale Leistung Dreys, des Begründers der in Vergangenheit und Gegenwart weltweit ausstrahlenden Katholischen Tübinger Schule, in einem neuen Licht.
Seckler ist ordentliches Mitglied der Académie Internationale des Sciences Religieuses, Brüssel, der Academia Scientiarum et Artium Europaea, Salzburg, und der Pontificia Academia Theologiae, Rom, sowie Träger der Verdienstmedaille des Landes Baden-Württemberg.

## Schriften (Auswahl)
Verfasste Bücher
- Hoffnungsversuche. Freiburg i. Br. 1972.
- Im Spannungsfeld von Wissenschaft und Kirche. Theologie als schöpferische Auslegung der Wirklichkeit. Freiburg i. Br. 1980.
- Die schiefen Wände des Lehrhauses. Katholizität als Herausforderung. Freiburg i. Br. 1988.
- Glaubenswissenschaft und Glaube. Beiträge zur Fundamentaltheologie und zur Katholischen Tübinger Schule. 2 Bände. Ausgewählt u. hg. v. Michael Kessler, Winfried Werner und Walter Fürst. Tübingen 2013 (GWG).

Wissenschaftliche Editionen
- Johann Sebastian Drey. Nachgelassene Schriften. Bd. 1. Mein Tagebuch über philosophische, theologische und historische Gegenstände 1812-1817 (Theologisches Tagebuch). Hg. u. eingel. v. Max Seckler. Tübingen 1997 (TüA 1).
- Johann Sebastian Drey. Breve introduzione allo studio della teologia con particolare riguardo al punto di vista scientifico e al sistema cattolico. A cura di Max Seckler. Premessa di Joseph Ratzinger. Postfazione di Bruno Forte. Brescia 2002.
- Johann Sebastian Drey. Nachgelassene Schriften. Bd. 2. Praelectiones dogmaticae 1815-1834, gehalten zu Ellwangen und Tübingen. In zwei Teilbänden. Hg. u. eingel. v. Max Seckler. Tübingen 2003 (TüA 2).
- Aux origines de l’école catholique de Tübingen. Johann Sebastian Drey: Brève introduction à l’étude de la théologie (1819). Avec des contributions du cardinal Joseph Ratzinger, du cardinal Walter Kasper et de Max Seckler (Éditions du Cerf: Patrimoines Christianisme). Présentée et introduite [et avec des annotations] par Max Seckler. Paris 2007.
- Johann Sebastian Drey. Nachgelassene Schriften. Bd. 3. Kurze Einleitung in das Studium der Theologie mit Rücksicht auf den wissenschaftlichen Standpunct und das katholische System. Tübingen 1819. Hg. u. eingel. v. Max Seckler. Tübingen 2007 (TüA 3).
- Johann Sebastian Drey. Nachgelassene Schriften. Bd. 4. Revision des gegenwärtigen Zustandes der Theologie. Ideen zur Geschichte des Katholischen Dogmensystems. Vom Geist und Wesen des Katholizismus. Mit anderen frühen Schriften 1812–1819 sowie mit Dokumenten zur Gründungsgeschichte der Theologischen Quartalschrift. Hg. u. mit Einleitungen versehen von Max Seckler. Tübingen 2015 (TüA 4).

Sonstige Herausgeberschaften
- Theologische Quartalschrift (ThQ). Seit Jahrgang 144 (1964); Register zur Theologischen Quartalschrift Tübingen 1895–1970. Mainz 1975.
- Tübinger Theologische Studien (TTS). Mainz 1973–1990 (34 Bde.).
- Tübinger Studien zur Theologie und Philosophie (TSTP). Mainz 1991–1996 (10 Bde.); Tübingen 1996–2006 (bis Bd. 24).
- Theologie, Kirche, Katholizismus. Beiträge zur Programmatik der Katholischen Tübinger Schule von Joseph Ratzinger, Walter Kasper und Max Seckler. Mit reprographischem Nachdruck der Programmschrift Johann Sebastian Dreys von 1819 über das Studium der Theologie. Hg. v. Michael Kessler u. Max Seckler. Tübingen 2003.